# Сорохтин, Георгий Николаевич
Георгий (Юрий) Николаевич Сорохтин (1894—1972) — советский ученый-нейрофизиолог, педагог, доктор медицинских наук (1940), профессор (1944), заведующий кафедрой физиологии Петрозаводского государственного университета (1961—1971). Один из организаторов физиологической школы в Карелии. Заслуженный деятель науки РСФСР.

## Биография
Родился в Москве, в семье художника-декоратора Н. П. Сорохтина. В 1912 году окончил Новороссийскую мужскую гимназию, в 1916-м естественное отделение физико-математического факультета Петроградского университета по специальности «Геология и минералогия».
Первый хранитель Музея природы и истории Черноморского побережья Кавказа в г. Новороссийске.
В 1918 году заведовал грязелечебницей Новороссийска.
В 1921 году руководил Суджукской экспедицией Российского гидрологического института.
Обучался в Женевском медицинском институте. С 1916 г. по 1924 г. преподавал анатомию, биологию в гимназиях Петрограда. С 1924—1929 гг. состоял старшим научным сотрудником по нейрофизиологии в рефлексологическом Институте по изучению мозга им. В. М. Бехтерева в Ленинграде. После расформирования института работал в медицинских институтах Минска.
В 1937 г. защитил кандидатскую работу, и в 1940 г. — докторскую работу на тему «Возрастные особенности развития нервной деятельности». В 1939 г. закончил Московский областной клинический институт. Работал во во Всесоюзном институте экспериментальной медицины.
Во время Великой Отечественной войны, с 1941 года, преподавал в Хабаровском государственном медицинском институте, в 1952—1961 — годах заместитель ректора мединститута по учебно-научной работе.
С 1961 г. преподавал на медицинском факультете Петрозаводского государственного университета.

## Публикации и труды
- Сорохтин Г. Н. Общие основы полового воспитания. Для педологов, врачей и педагогов… М., 1930.
- Основные свойства и процессы возбудимых систем [Текст] : План 12 лекций (24 ч.) проф. Г. Н. Сорохтина. — Петрозаводск : [б. и.], 1965. — 11 с.;
- Сорохтин Г. Н. Эверин в лечении органических заболеваний неврной системы [Текст] / Г. Н. Сорохтин, О. П. Минут-Сорохтина. — Хабаровск : Дальгиз, 1946. — 48 с.
- Сорохтин, Г. Н. Пассивная гиперполяризация при дефиците возбуждения / Г. Н. Сорохтин // Проблемы дефицита возбуждения : материалы Всесоюзного симпозиума, 25-29 июня 1971 г. (Петрозаводск). — Петрозаводск, 1971. — С. 58-62
- Сорохтин Г. Н. Физиология в Карельской республике / Г. Н. Сорохтин // Развитие науки в Карелии за 50 лет Советской власти. — Петрозаводск, 1970. — С.237-238
- Сорохтин Г. Н. Теоретические и практические аспекты проблемы дефицита возбуждения и раздражения / Г. Н. Сорохтин // Дефицит возбуждения и раздражения. — Петрозаводск, 1969. — [Вып. 2]. — C. 7-47
- Сорохтин Г. Н. Лекция физиолога медикам университета // Материалы учебно-методической конференции, посвященной 50-летию советской власти /Петрозаводский государственный университет. — Петрозаводск, 1968. — С.232-240
- Сорохтин Г. Н. О лекции // Материалы учебно-методической конференции, посвященной 50-летию советской власти /Петрозаводский государственный университет. — Петрозаводск, 1968. — С.9-17
- Сорохтин Г. Н. Физиологический и патологический аспект пассивной гиперполяризации // Материалы IV медико-биологической конференции, посвященной 50-летию советской власти. — Петрозаводск, 1967. — С.49-50